# Linka U2 (metro v Berlíně)
U2 je linka metra v Berlíně, pocházející z roku 1902. Trasa vede z Pankowa do Ruhlebenu, má 29 stanic a délku 20,7 km. Spolu s linkami U1, U3, U4 patří k počáteční síti metra v Berlíně postavené před rokem 1914.